# Diócesis de Ngozi
La diócesis de Ngozi (en latín: Dioecesis Ngoziensis y en francés: Diocèse de Ngozi) es una circunscripción eclesiástica de la Iglesia católica en Burundi. Se trata de una diócesis latina, sufragánea de la arquidiócesis de Guitega. Desde el 17 de diciembre de 2019 su obispo es Georges Bizimana.

## Territorio y organización
La diócesis tiene 2707 km² y extiende su jurisdicción sobre los fieles católicos de rito latino residentes en las provincias de Ngozi y Kayanza.
La sede de la diócesis se encuentra en la ciudad de Ngozi, en donde se halla la Catedral de Nuestra Señora de Fátima. 
En 2021 en la diócesis existían 29 parroquias.

## Historia
El vicariato apostólico fue erigido el 14 de julio de 1949 con la bula Nimio patentes del papa Pío XII, obteniendo el territorio del vicariato apostólico de Urundi (hoy arquidiócesis de Guitega).
El 11 de junio de 1959 cedió una parte de su territorio para la erección del vicariato apostólico de Usumbura (hoy arquidiócesis de Buyumbura) mediante la bula Cum sacrum del papa Juan XXIII.
El 10 de noviembre de 1959 el vicariato apostólico fue elevado a diócesis con la bula Cum parvulum del papa Juan XXIII.
El 5 de septiembre de 1968 cedió otra porción de territorio para la erección de la diócesis de Muyinga mediante la bula Divinum mandatum del papa Pablo VI.

## Estadísticas
Según el Anuario Pontificio 2022 la diócesis tenía a fines de 2021 un total de 1 207 412 fieles bautizados.
| Año                                                                             | Población            | Población | Población      | Sacerdotes | Sacerdotes    | Sacerdotes    | Bautizados por sacerdote | Diáconos permanentes | Religiosos | Religiosos | Parroquias |
| Año                                                                             | Bautizados católicos | Total     | % de católicos | Total      | Clero secular | Clero regular | Bautizados por sacerdote | Diáconos permanentes | Varones    | Mujeres    | Parroquias |
| ------------------------------------------------------------------------------- | -------------------- | --------- | -------------- | ---------- | ------------- | ------------- | ------------------------ | -------------------- | ---------- | ---------- | ---------- |
| 1950                                                                            | 249 742              | 694 005   | 36.0           | 53         | 6             | 47            | 4712                     |                      |            | 39         | 13         |
| 1969                                                                            | 452 022              | 603 538   | 74.9           | 71         | 34            | 37            | 6366                     |                      | 57         | 100        | 15         |
| 1980                                                                            | 567 312              | 812 600   | 69.8           | 52         | 36            | 16            | 10 909                   |                      | 42         | 114        | 17         |
| 1988                                                                            | 675 566              | 858 368   | 78.7           | 31         | 25            | 6             | 21 792                   |                      | 15         | 85         | 17         |
| 1998                                                                            | 700 000              | 920 000   | 76.1           | 49         | 38            | 11            | 14 285                   |                      | 24         | 136        | 17         |
| 2001                                                                            | 790 000              | 1 039 078 | 76.0           | 41         | 31            | 10            | 19 268                   |                      | 28         | 138        | 18         |
| 2003                                                                            | 937 373              | 1 109 094 | 84.5           | 58         | 43            | 15            | 16 161                   |                      | 46         | 199        | 18         |
| 2013                                                                            | 992 897              | 1 287 273 | 77.1           | 67         | 57            | 10            | 14 819                   |                      | 28         | 245        | 24         |
| 2016                                                                            | 1 098 047            | 1 369 548 | 80.2           | 82         | 71            | 11            | 13 390                   |                      | 30         | 222        | 26         |
| 2019                                                                            | 1 214 329            | 1 553 274 | 78.2           | 104        | 90            | 14            | 11 676                   |                      | 39         | 242        | 27         |
| 2021                                                                            | 1 207 412            | 1 683 348 | 71.7           | 106        | 96            | 10            | 11 390                   |                      | 23         | 330        | 29         |
| Fuente: Catholic-Hierarchy, que a su vez toma los datos del Anuario Pontificio. |                      |           |                |            |               |               |                          |                      |            |            |            |

## Episcopologio
- Joseph Martin, M.Afr. † (14 de julio de 1949-6 de junio de 1961 nombrado obispo de Bururi)
- André Makarakiza, M.Afr. † (21 de agosto de 1961-5 de septiembre de 1968 nombrado obispo de Guitega)
- Stanislas Kaburungu (5 de septiembre de 1968-14 de diciembre de 2002 renunció)
- Gervais Banshimiyubusa (14 de diciembre de 2002 por sucesión-24 de marzo de 2018 nombrado obispo de Buyumbura)
- Georges Bizimana, desde el 17 de diciembre de 2019